# Kibbanahalli, Tiptur
Kibbanahalli là một làng thuộc tehsil Tiptur, huyện Tumkur, bang Karnataka, Ấn Độ.